# برف‌بازی

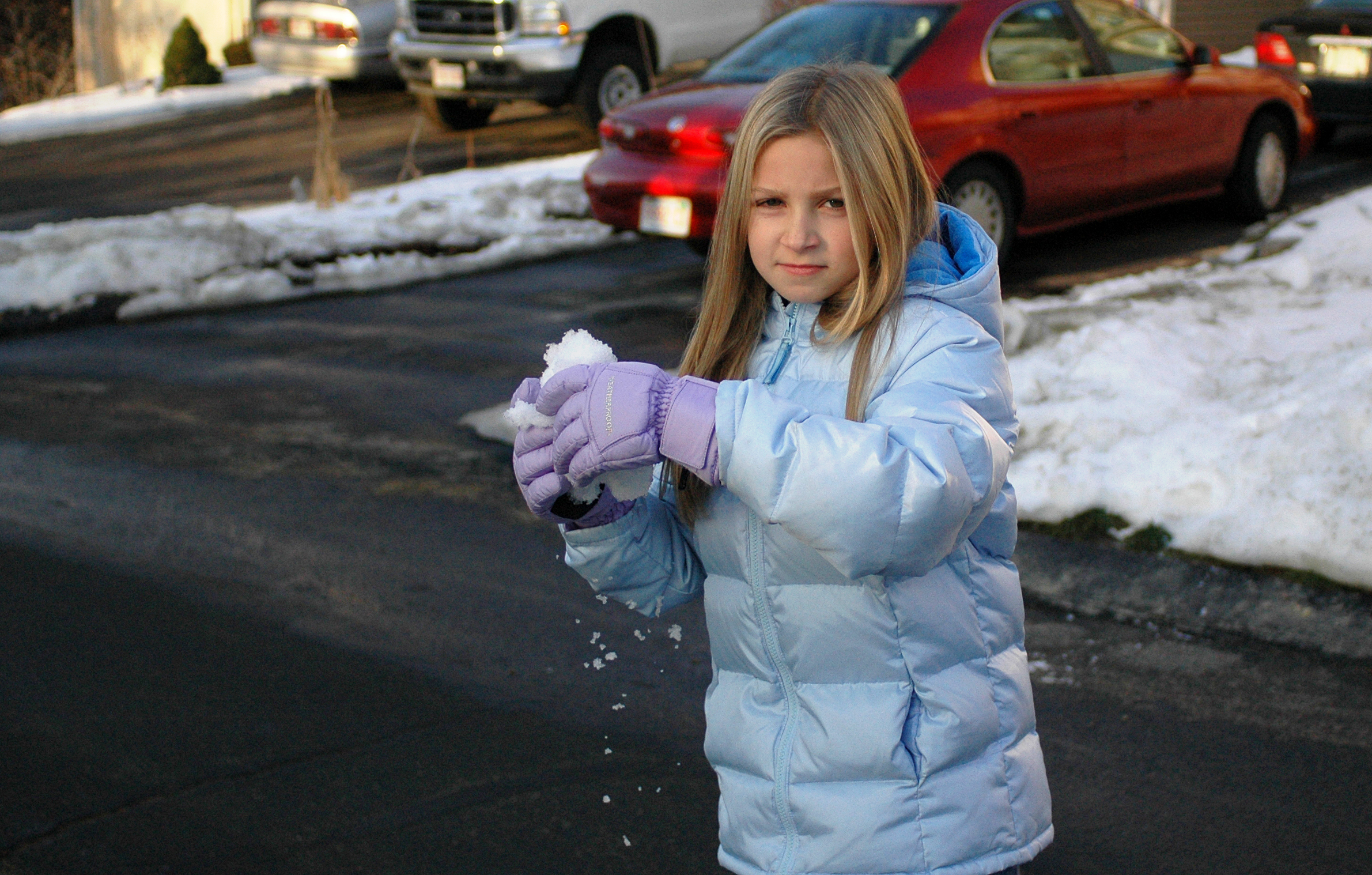
کودکی در حال برف بازی

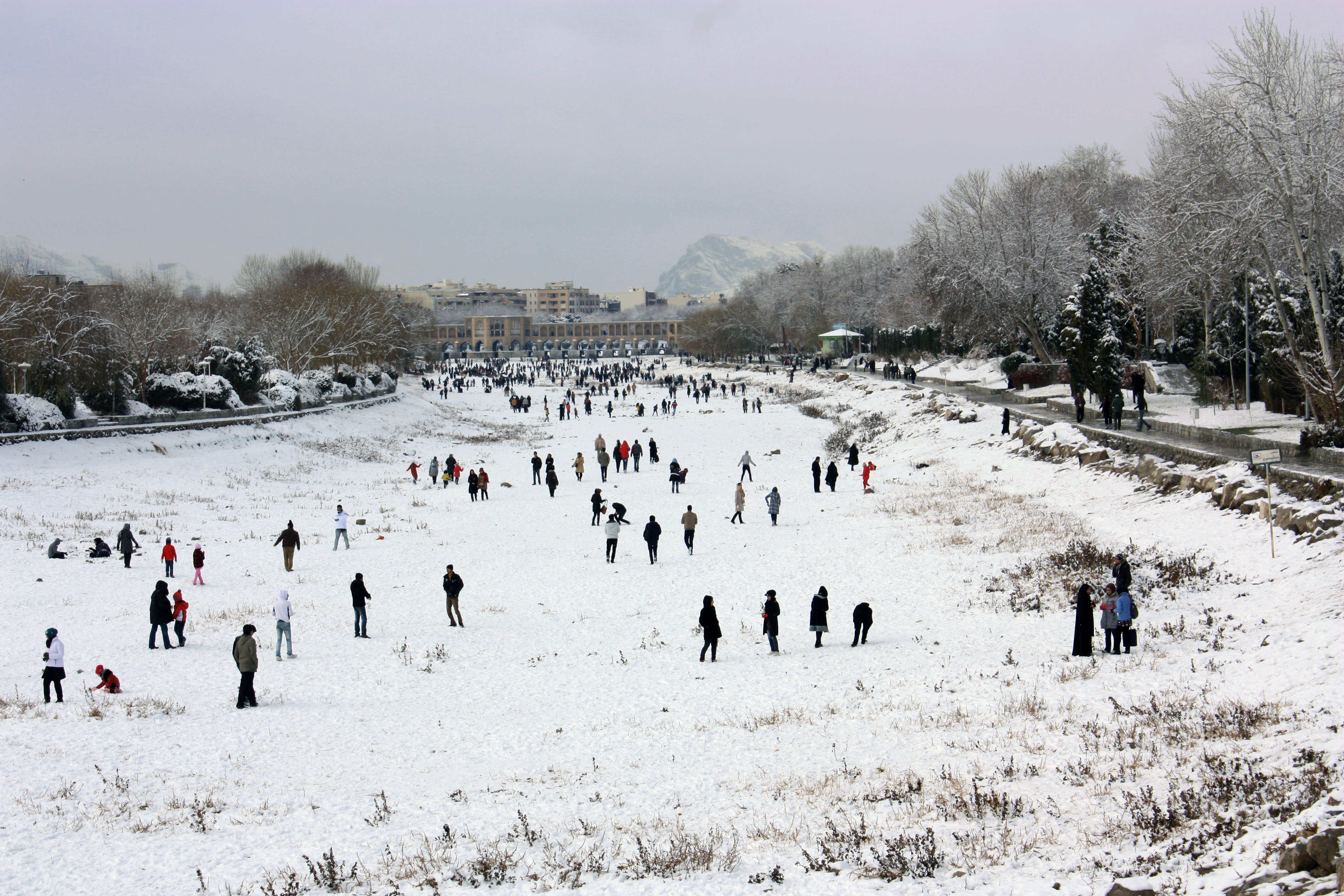
برف بازی عمومی در بستر خشک زاینده رود نزدیک پل خواجو

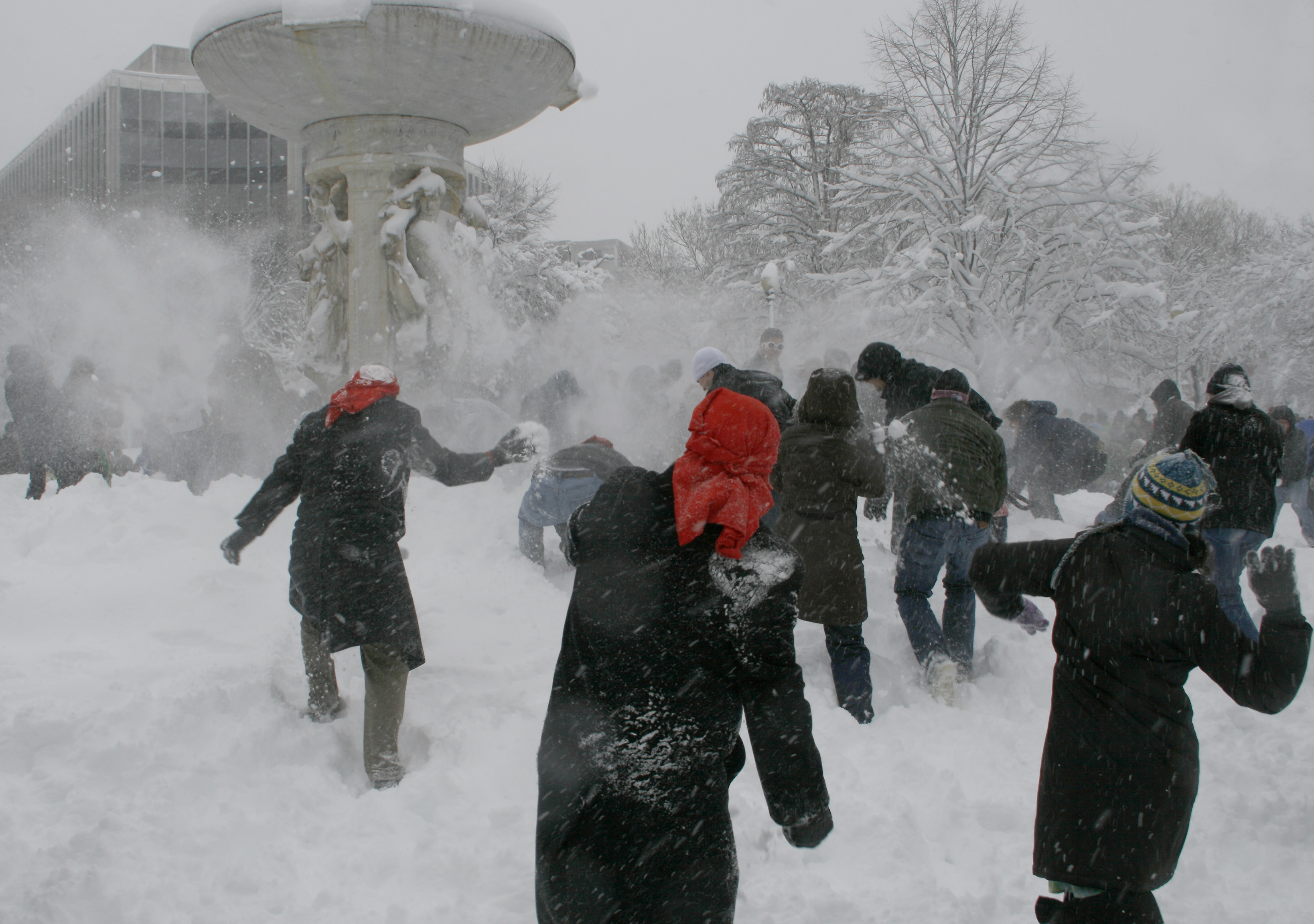
برف بازی در واشنگتن، آمریکا

برف بازی نوعی بازی فیزیکی است که در آن گلوله‌های برفی با هدف اصابت به دیگری پرتاب می‌شود. این بازی به وسطی شباهت دارد اما ناسازمان یافته‌تر از آن است. این بازی زمانی که بارش برف به اندازه کافی باشد انجام می‌گیرد.
این بازی قواعد بسیار اندکی دارد به گونه‌ای که به سختی می‌توان آن را یک بازی رسمی دانست. با این حال موارد زیر معمولاً در هنگام بازی رعایت می‌شوند:
- تیم‌بندی ابتدایی است اما معمولاً افراد دو گروه می‌شوند و همدیگر را می‌زنند.
- افراد درون بازی حرکات بدخواهانه انجام نمی‌دهند و فرد هدف معمولاً مورد آسیب جدی قرار نمی‌گیرد.
- برخورد مستقیم فیزیکی حداقل است و البته گاهی کشتی‌گیری هم انجام می‌شود.
- بر خلاف بیشتر بازی‌های مبارزه‌ای، انگیزه‌ای برای ضربه زدن بدنی به حریف وجود ندارد.

بزرگترین برف‌بازی ثبت شده در زمستان سال ۱۳۹۱ با شرکت ۵٬۸۳۴ در سیاتل برگزار شد که این رکورد در کتاب گینس ثبت شده است.